# Горњи Славечи
Горњи Славечи (словен. Gornji Slaveči, мађ. Felsőcsalogány) је насељено место у општини Кузма, Помурска регија, Словенија.

## Историја
До територијалне реорганизације у Словенији били су у саставу старе општине Мурска Собота.

## Становништво
У попису становништва из 2011. године, Горњи Славечи су имали 451 становника.
| Број становника према пописима | Број становника према пописима | Број становника према пописима |
| ------------------------------ | ------------------------------ | ------------------------------ |
| 1991                           | 2002                           | 2011                           |
| 499                            | 482                            | 451                            |

## Галерија
- капелица
- стари споменик на сеоском гробљу